# 上海交通大学附属中学浦东实验高中
上海交通大学附属中学浦东实验高中（英語：High School Affiliate to Shanghai Jiao Tong University-Pudong Experimental High School）是浦东新区社会发展局与上海交通大学附属中学合作办学，简称交中实验。于2009年3月30日正式签约成立。
曾与上海交通大学附属中学有交流来往，2015年后，独自办学。

## 校园文化

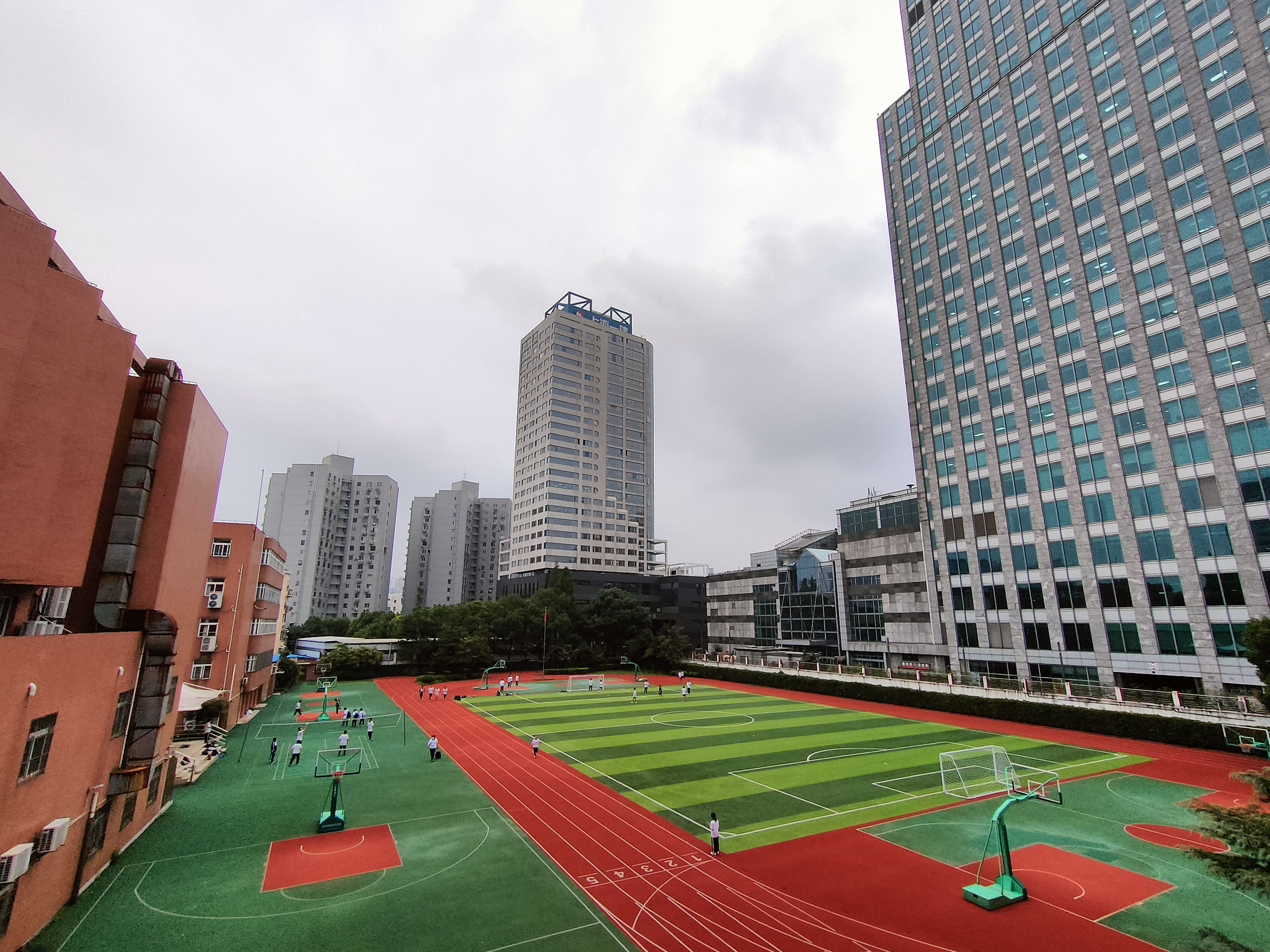
交中实验操场掠影
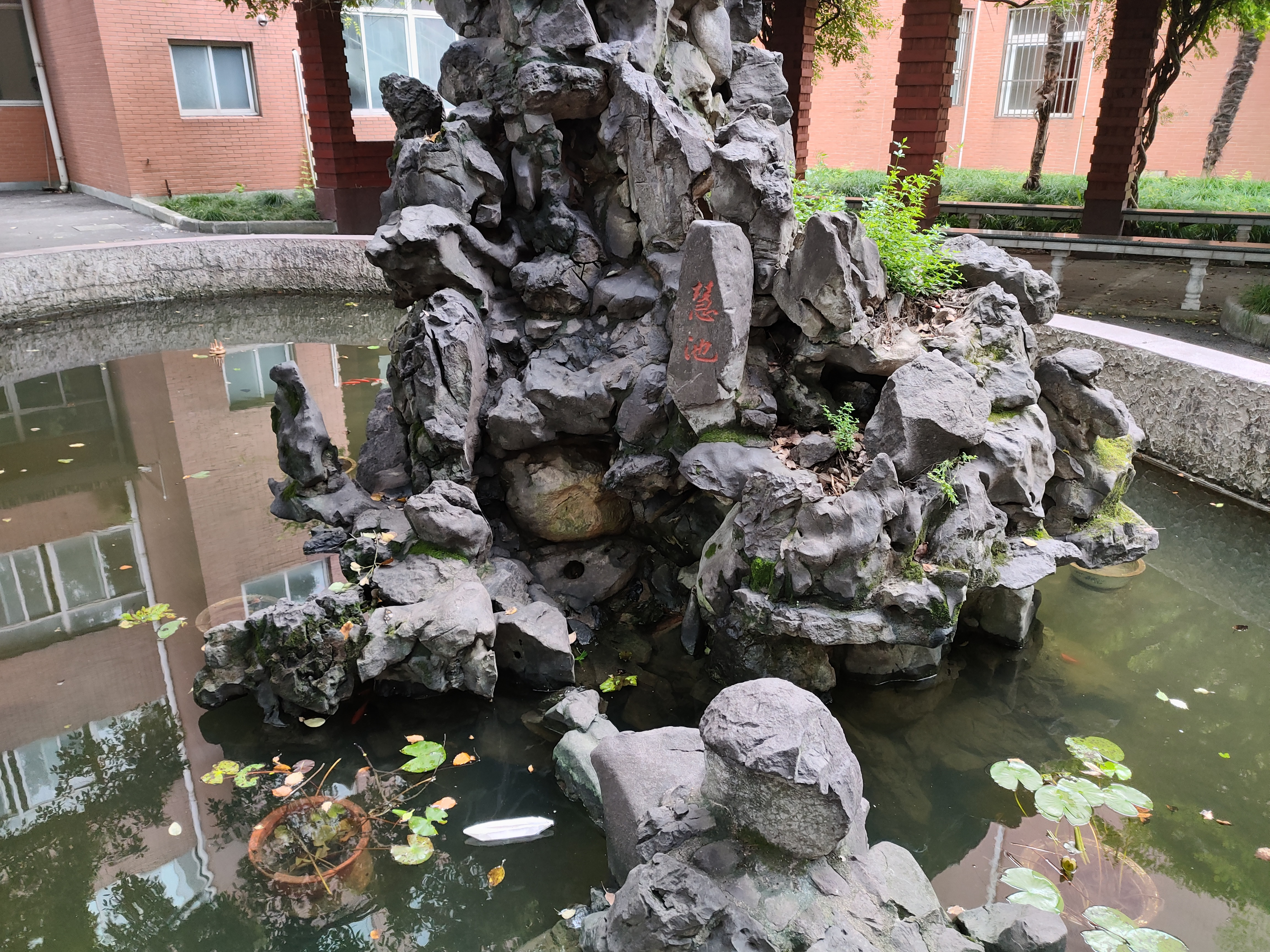
慧池
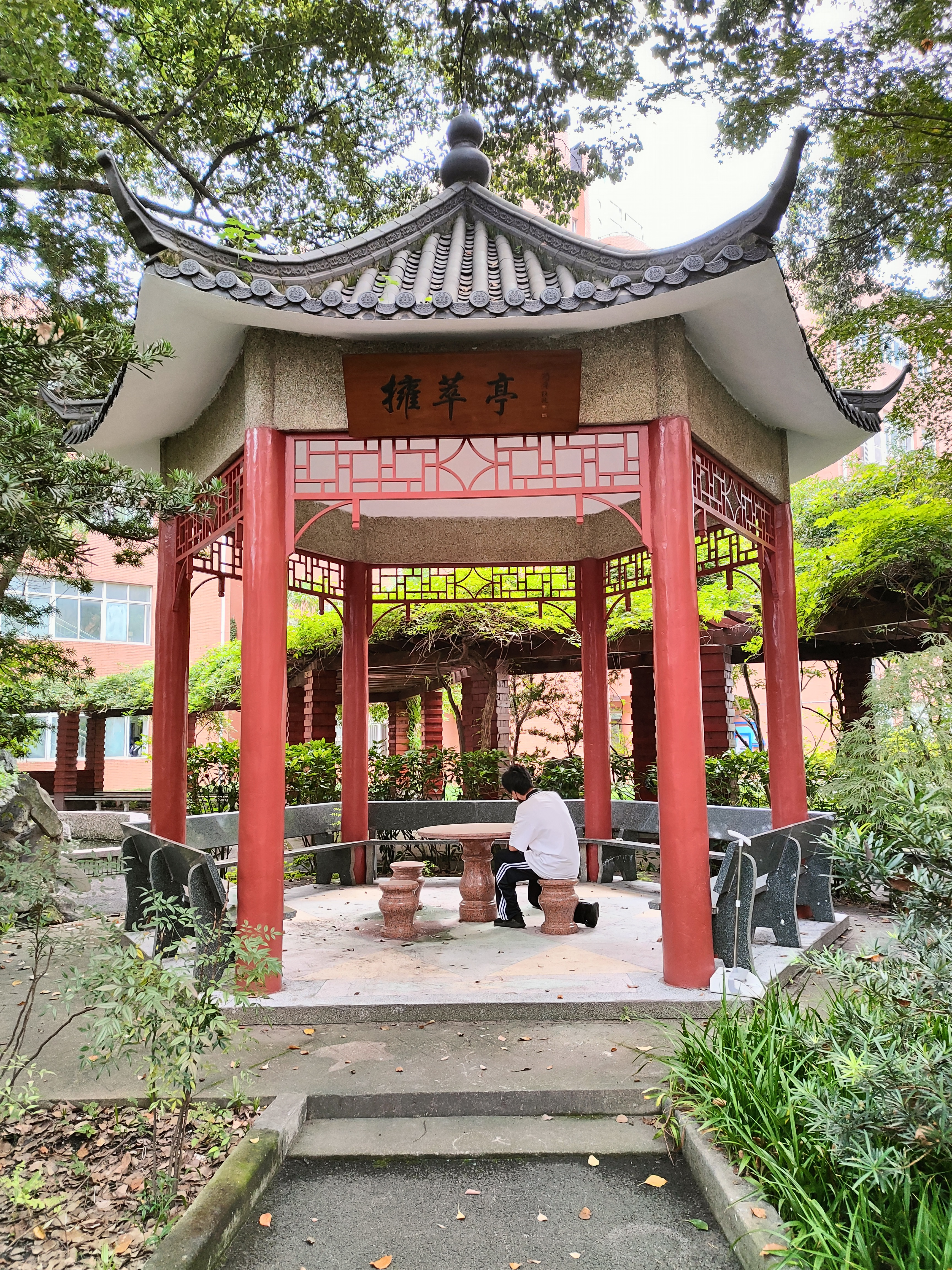
集萃亭
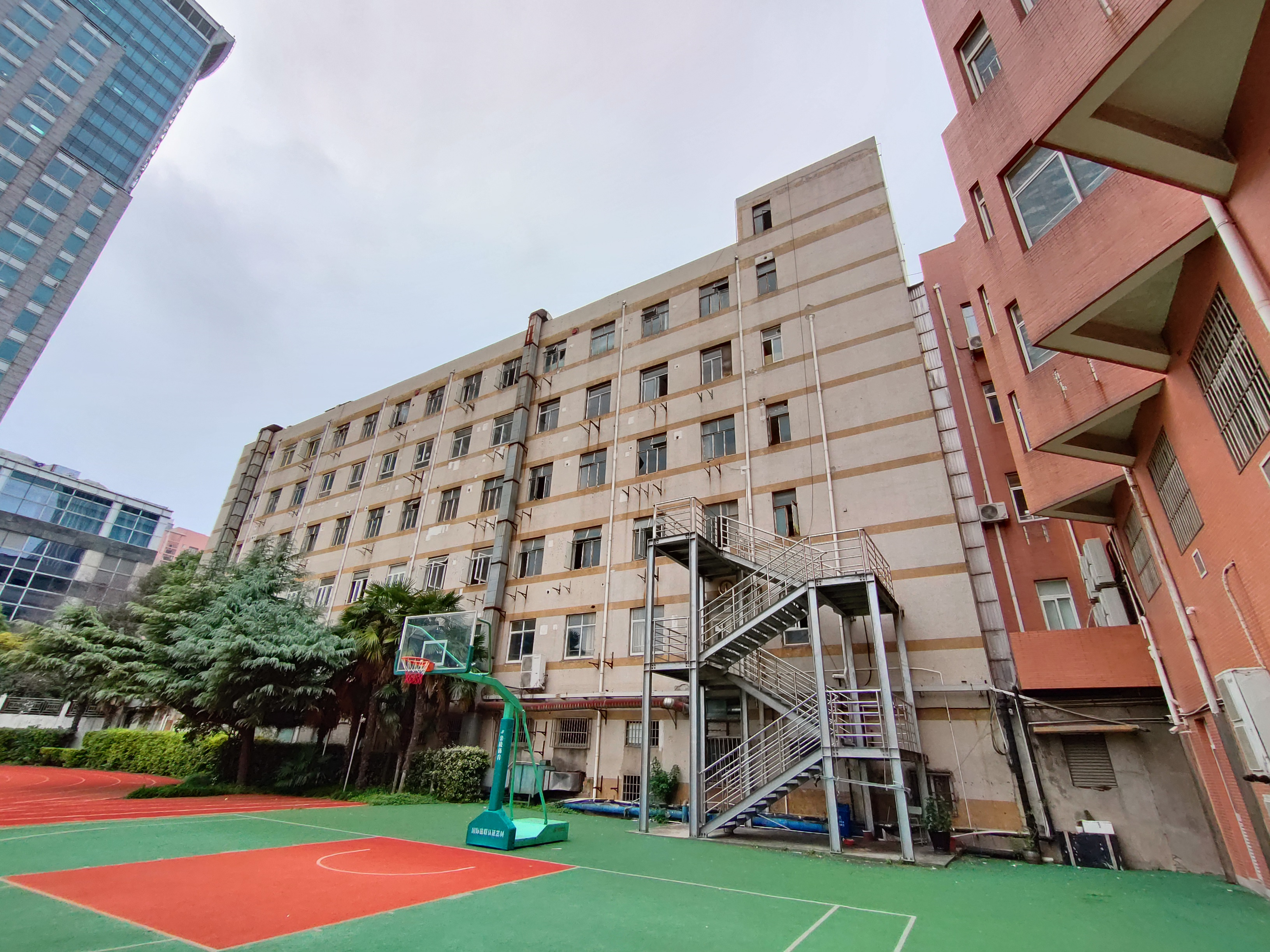
学校新收购的沪东大楼，目前除了2楼用作教学以外其余处于废弃状态

## 校园周边及交通
校园校门位于上海市主干道浦东大道上，因此上下学需注意是否违反交规。
校园旁有一家自来水公司，由于有接送学生的家长把车辆停放于自来水公司狭小的门口，自来水公司曾多次向校方提出抗议，学校也多次告知不要将车辆停放在自来水公司门口。
学校旁有多处地铁站：14号线源深路站、4号线浦东大道站，靠近市中心，因此交通比较便利。
[Category:2009年建立的教育機構]]